# Tatiana Lobo
Tatiana Lobo Wiehoff (Puerto Montt, Chile, 13 de noviembre de 1939-San José, Costa Rica, 22 de febrero de 2023) fue una autora costarricense, ganadora tres veces del Premio Nacional Aquileo J. Echeverría y una vez del Premio Sor Juana Inés de la Cruz.

## Biografía
Nació en Puerto Montt, Chile. Estudió teatro en la Universidad de Chile, y cerámica en la Real Escuela de Cerámica de Madrid. Vivió en Costa Rica desde 1966 y publicó toda su obra literaria en ese país, por lo que recibió la nacionalidad por naturalización. Sus trabajos abarcaron varios géneros, incluidas las novelas de ficción, novela histórica, crónicas coloniales, teatro, cuento y artículos periodísticos.
En Costa Rica trabajó con las comunidades indígenas, y pasó algunos años en el Caribe. De estas experiencias, y de sus investigaciones archivísticas, surgieron sus obras literarias. Varios de sus trabajos han sido traducidos al francés, inglés y alemán. 
Lobo falleció en Costa Rica el 22 de febrero del 2023.

## Obras
- Tiempo de claveles (cuento, 1989), ISBN 9977-23-511-2
- El caballero del V Centenario (teatro, 1989) Revista Escena
- Asalto al paraíso (novela, 1992), ISBN 9977-67-204-0
- Entre Dios y el Diablo, mujeres de la Colonia (crónicas, 1993), ISBN 9977-67-249-0
- Calypso (novela, 1996), ISBN 9977-986-87-8
- Negros y blancos: todo mezclado (ensayo, 1997), coautoría con Mauricio Meléndez Obando, ISBN 978-9977-67-450-6
- El año del laberinto (novela, 2000), ISBN 9968-15-084-3
- El corazón del silencio (novela, 2004), ISBN 978-9968-152-72-3
- Candelaria del Azar (novela, 2008), ISBN 978-9968-154-16-1
- Parientes en venta: la esclavitud en la Colonia (crónicas, 2010), ISBN 978-9977-95-295-6
- El Puente de Ismael (novela, 2014), ISBN 978-9930-94-868-2
- Te deam laudeamus (Te alabamos, diosa) (poesía)

## Premios
- Premio Sor Juana Inés de la Cruz (México), por Asalto al Paraíso - Feria del libro Guadalajara, 1995.
- Mención de honor de la Municipalidad de Santiago, Chile, 1993, por Asalto al Paraíso.
- Premio Nacional Aquileo J. Echeverría (Costa Rica) por Entre Dios y el Diablo (1993), El año del laberinto (2000) y El corazón del silencio (2004).
- Premio Academia Costarricense de la Lengua (Costa Rica) por El corazón del silencio (2008).